# 헤르만 디트리히
헤르만 로베르트 디트리히(독일어: Hermann Robert Dietrich, 1879년 12월 14일~1954년 3월 6일)는 독일의 정치인으로, 1930년부터 1932년까지 하인리히 브뤼닝이 이끄는 내각에서 부총리를 지냈다. 바덴 지역 정계에서 활동하다 중앙 정계로 진출, 재무장관·경제장관·식품농업장관 등의 공직을 거쳤다. 1918년 독일 민주당 창당은 물론, 1948년 자유민주당 창당에도 관여했다.

## 생애
1879년 12월 14일 바덴 대공국에 있는 엘차흐에서 목사인 야코프와 아내 엘리자베트의 아들로 태어났다. 뢰라흐에 있는 김나지움을 졸업한 후 슈트라스부르크·바젤·괴팅겐·하이델베르크 대학교에 들어가 법학·경제학·역사학을 전공했다. 1905년 바덴 대공국에서 치루는 2급 사법고시에 합격하자 카를스루에와 오펜바흐의 관공서에서 잠시 근무했다. 1906년 카를스루에 시의원에 선출된 것을 시작으로, 1908년에는 켈 시장, 1911년에는 바덴 대공국 의회 의원, 1914년에는 콘스탄츠 시장으로 선출되는 등, 바덴 대공국 정계에서 빠르게 경력을 쌓았다.
1918년 제1차 세계 대전으로 독일 제국이 붕괴되면서 바덴 대공국은 바덴주로 개편됐다. 이 과정에서 바덴주 주의원에 당선된 다음 주정부에서 외무장관을 맡았다. 동시에 1918년 독일 민주당 설립에 참여, 당 바덴주 지구당 의장을 맡았다. 1920년 총선에서 민주당 소속으로 출마해 처음으로 국가의회 의원에 당선된 후로 1933년까지 의원직을 유지했다. 1928년 헤르만 뮐러를 총리로 한 대연정 내각에서 식품농업장관을 맡으면서 처음으로 바이마르 공화국의 장관직에 올라섰다.
1930년 들어선 하인리히 브뤼닝 내각에서 부총리 겸 경제장관에 임명됐다. 같은 해 6월 파울 몰덴하워가 재무장관에서 물러나자 브뤼닝은 후임 장관에 자신을 임시로 임명한 후 며칠 뒤 디트리히를 임명했다. 같은 해 민주당이 독일 국가당으로 당명을 바꾸면서 구성된 당 지도부에서 초대 당 의장으로 선출됐다. 재무장관으로 지내면서 긴축정책을 펼쳤는데, 이는 실업자를 대거 양산하면서 많은 비판을 받았다.
1932년 브뤼닝 내각이 해체되자 장관직에서 물러났으며, 브뤼닝 이후로 총리에 올라선 프란츠 폰 파펜과 아돌프 히틀러를 강하게 비판했다. 1933년 히틀러가 정권을 잡은 후 전권 위임법이 발의되자 처음에는 반대했지만 국가당 동료들을 나치당의 폭력으로부터 보호하기 위해 찬성으로 선회했다. 그러나 법안 통과 후 국가당은 나치당에 의해 해산됐다.
이후에는 정계에서 물러나 베를린에서 변호사로 활동하다 보덴호 근처의 알렌스바흐로 이주했다. 7·20 음모가 터지기 전에 카를 프리드리히 괴르델러와 접촉했는데, 암살 시도가 실패하자 당국으로부터의 체포를 걱정해 1944년 8월 스위스로 망명했다. 제2차 세계 대전이 끝난 후에는 다시 독일로 돌아와 미군·영국군 점령 지구에서 식품농업국장으로 부임했으며 자유민주당 창당에도 관여했다. 1954년 3월 6일 슈투트가르트에서 죽었다.

## 참고
- Karl Dietrich Bracher (1957). “Dietrich, Hermann Robert”. 《Deutsche Biographie》.
- “Hermann Dietrich”. 《Landtag Baden Württemberg》.